# Albert Slootmaekers
Albertus Joannes ("Albert") Slootmaekers s.j. (Breda, 15 januari 1814 - Sittard, 4 april 1875) was een Nederlands jezuïet en architect, die vooral kerkelijke gebouwen ontwierp. De meeste gebouwen van Slootmaekers worden gekenmerkt door een robuuste, eclectische stijl met neoclassicistische en neogotische elementen.

## Levensloop
Albert Slootmaekers werd geboren in Breda als tweede van zes kinderen van de winkelier Egidius Slootmaekers (1780-1853) en zijn vrouw Eleonora Elsen (1783-1851). Over zijn jeugd is vrijwel niets bekend. Hij werkte tot 1842 voornamelijk als meubelmakersgezel en schrijnwerker. In 1842 trad hij in bij de jezuïeten te Drongen (bij Gent), die daar in 1837 een noviciaat hadden gevestigd in de oude Norbertijnenabdij. Hij verbleef er slechts een jaar, want vanaf 1843 werkte hij als timmerman op het jezuïetencollege te Katwijk aan den Rijn. In 1848 werd hij overgeplaatst naar het aartsbisschoppelijk kleinseminarie te Culemborg en in 1850, samen met vijf andere novicen uit Drongen, naar het noviciaat in Ravenstein (waar hij tevens bouwwerkzaamheden verrichtte). Vanaf 1852 verbleef hij te Maastricht, waar een jaar later een nieuw klooster met  theologieopleiding werd opgericht, het latere Canisianum. In Maastricht was hij betrokken bij de restauratie en herinrichting van de voormalige stadsresidentie van de familie Vilain XIIII aan de Tongersestraat, die door de welgestelde priester Louis Hubert Rutten aan de jezuïeten was geschonken. Vanaf circa 1860 kreeg Slootmaekers regelmatig opdrachten en verbleef hij in diverse jezuïetenkloosters door het land.

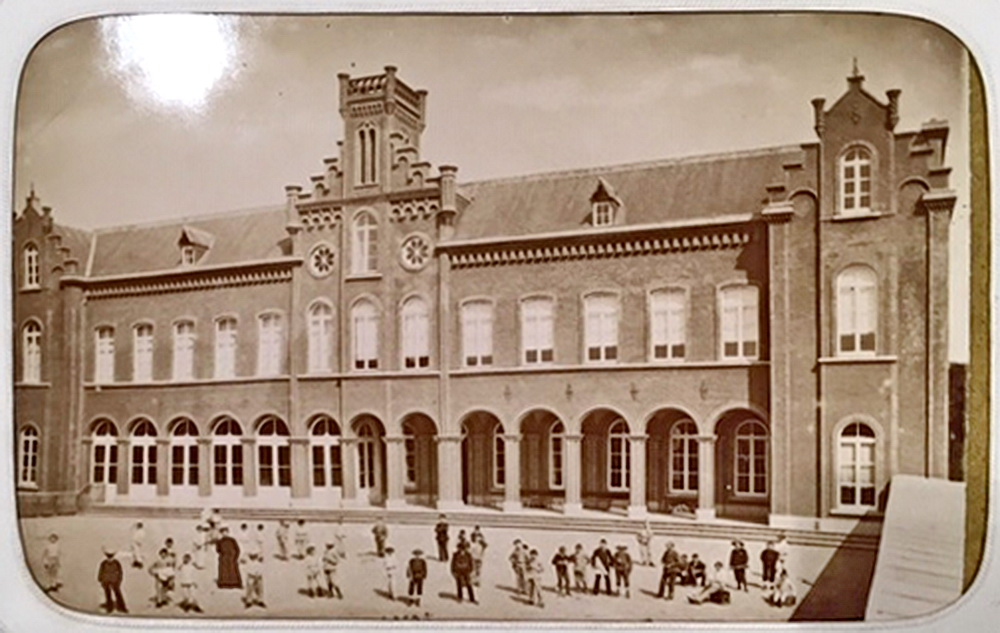
Kleinenburg, de door Slootmaekers ontworpen nieuwe vleugel van het Sint-Willibrorduscollege, Katwijk a/d Rijn, gefotografeerd door Jules David in 1879/80

Albert Slootmaekers was als architect autodidact, maar door zijn technische competentie bewees hij de jezuïetenorde vele diensten en bespaarde hen tegelijkertijd grote kosten. In die zin lijkt hij enigszins op zijn Duitse medebroeder Ignaz Gropper (1889-1968), die ruim een halve eeuw later een soortgelijke functie vervulde in Duitstalige landen en Japan. Zich baserend op het werk van de invloedrijke architect Eugène Viollet-le-Duc (1814-1879) ontwierp Slootmaekers voor de Nederlandse jezuïeten opleidingshuizen (Ravenstein, Grave en Maastricht), scholen (Katwijk en Sittard), een seminarie (Culemborg) en twee kerken/kapellen (Maastricht). Daarnaast ontwierp hij enkele villa's (Langenboom en Maastricht) en kerkmeubilair (altaartafels in Katwijk en Culemborg). De eclectische gebouwen van Slootmaekers onderscheiden zich door stoerheid met speelse elementen. Het noviciaat Mariëndaal te Velp geldt als zijn belangrijkste werk. Het wordt gekenmerkt door een stompe toren (die geïnspireerd zou zijn op de toren van de Sint-Gerolfkerk in Drongen), trapgevels en siermetselwerk in rode en gele baksteen. Andere grotere gebouwen in Katwijk, 's-Hertogenbosch en Sittard borduren voort op dezelfde thema's. Een aantal gebouwen van Slootmaekers is verloren gegaan door brand of afbraak (Ravenstein, Maastricht, Den Bosch, Kleinenburg te Katwijk); andere zijn aangemerkt als rijksmonument (Mariëndaal, Russendaal en Maaszicht).

## Bouwwerken (selectie)
- ca. 1850: noviciaat te Ravenstein
- ca. 1852: restauratie huis Vilain XIIII te Maastricht (gesloopt in 1938)
- 1862-65: noviciaat Mariëndaal te Velp (Noord-Brabant)
- 1868-70: Heilig Hartkerk, ook wel Tweede Jezuïetenkerk genoemd, te Maastricht (gesloopt in 1976)
- 1871: moederhuis van het Gezelschap van Jezus, Maria en Joseph, later Sint-Ignatius-Gesticht te 's-Hertogenbosch (gesloopt in 1976)
- 1872: Kleinenburg, nieuwe vleugel van het Sint-Willibrorduscollege te Katwijk a/d Rijn (gesloopt)
- 1873-74: Nieuwe vleugel van het Sint-Aloysiuscollege (oorspronkelijk Dominicanenklooster) te Sittard
- 1874: Villa Maaszicht te Sint Pieter, Maastricht (voor André Claereboets; later ursulinenpensionaat)
- 1875: landhuis Russendaal te Langenboom (buitensociëteit van noviciaat Mariëndaal in Velp)
- 1884 (postuum): kapel van het Sint-Ignatius-Gesticht te 's-Hertogenbosch (gesloopt in 1976)

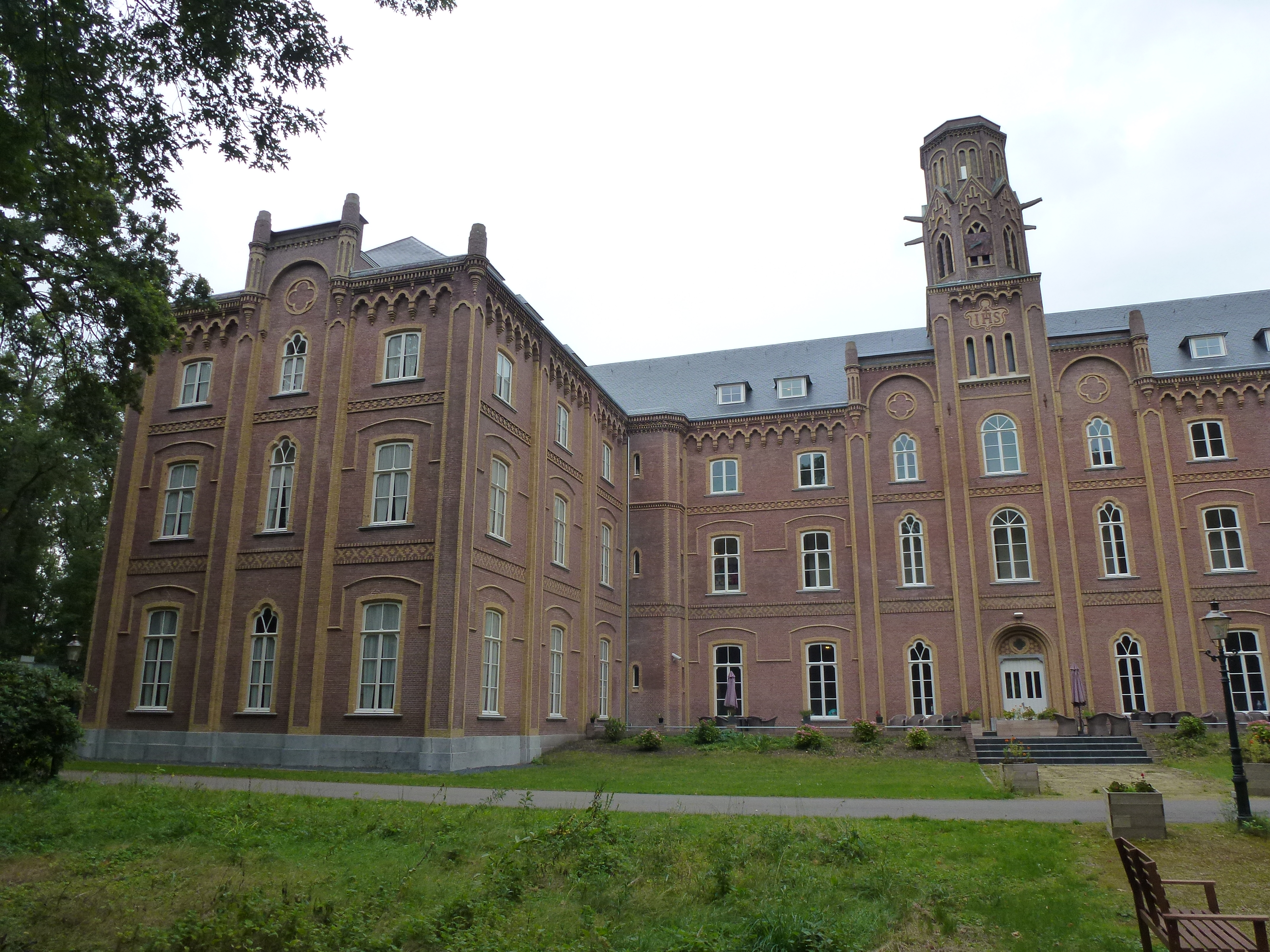
Noviciaat Mariëndaal, Velp
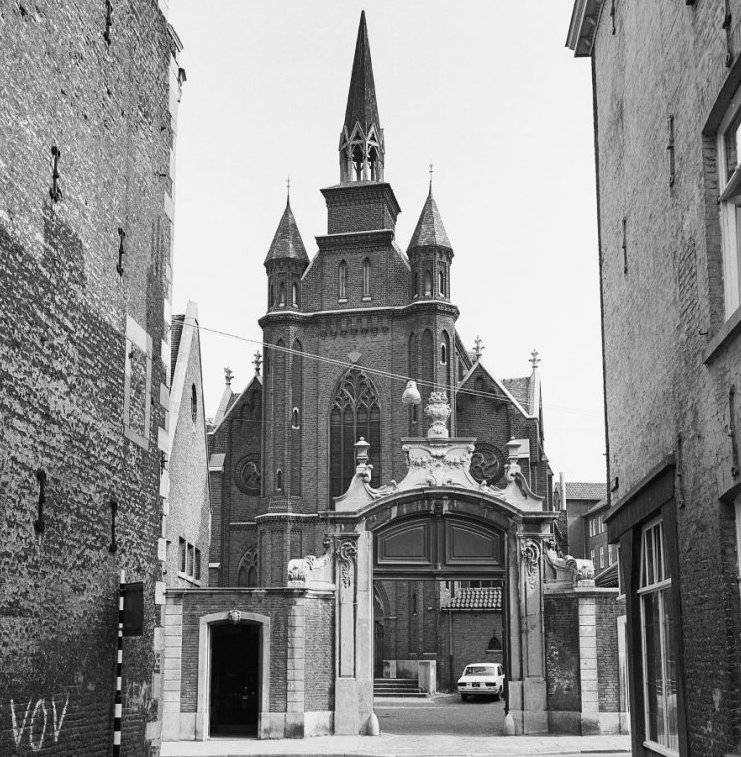
H. Hartkerk, Maastricht (gesloopt)
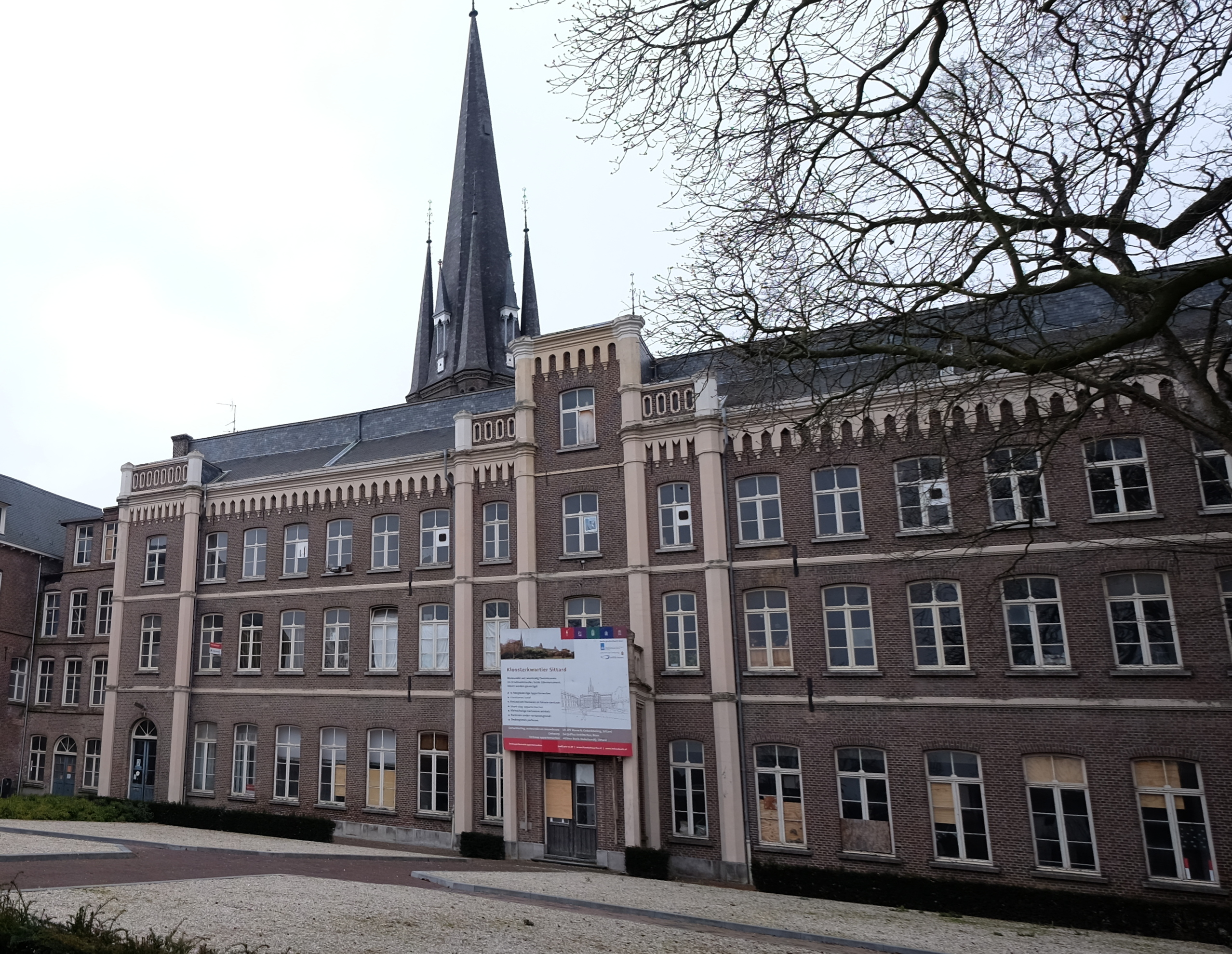
Sint-Aloysiuscollege, Sittard
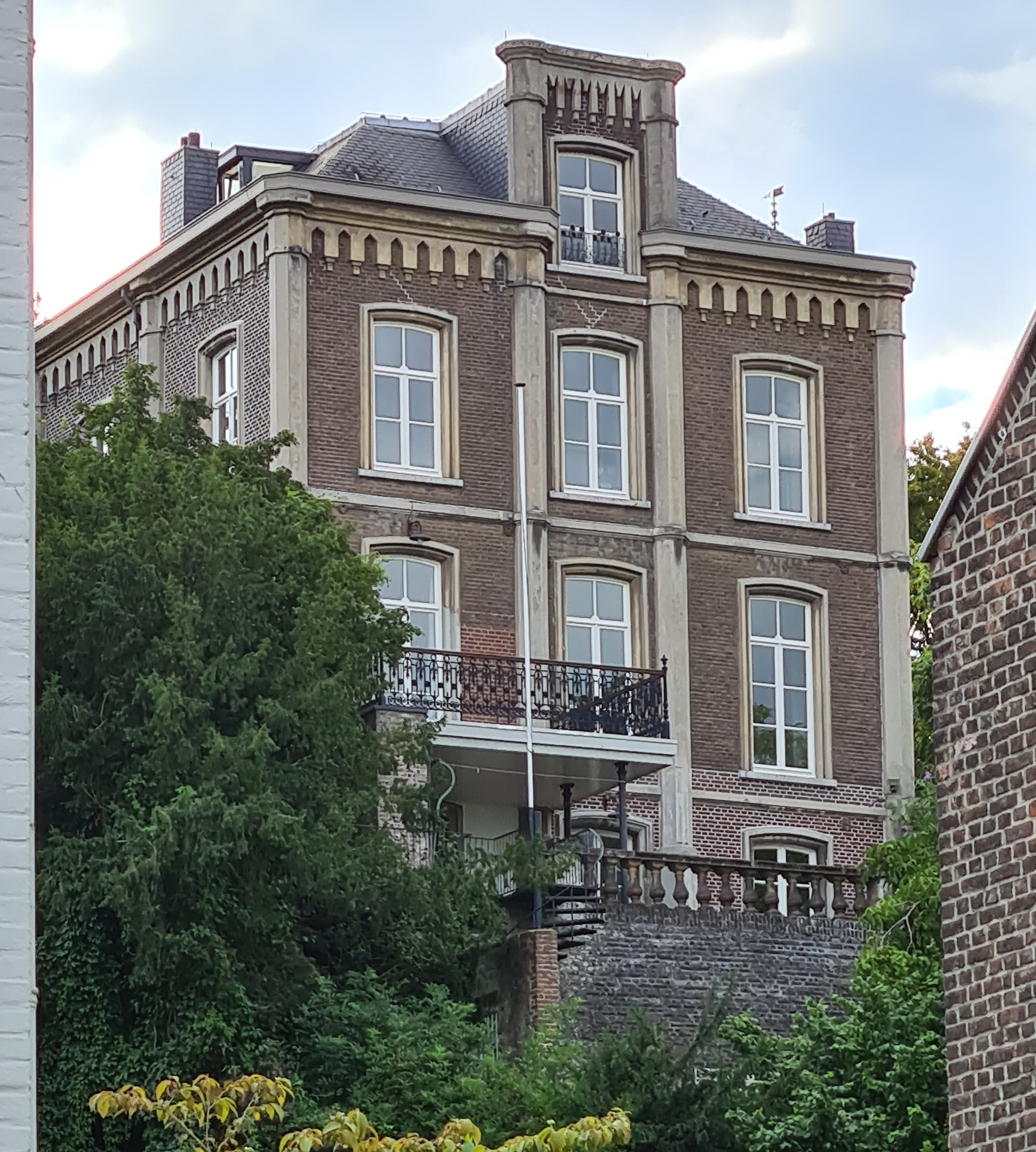
Villa Maaszicht, Maastricht
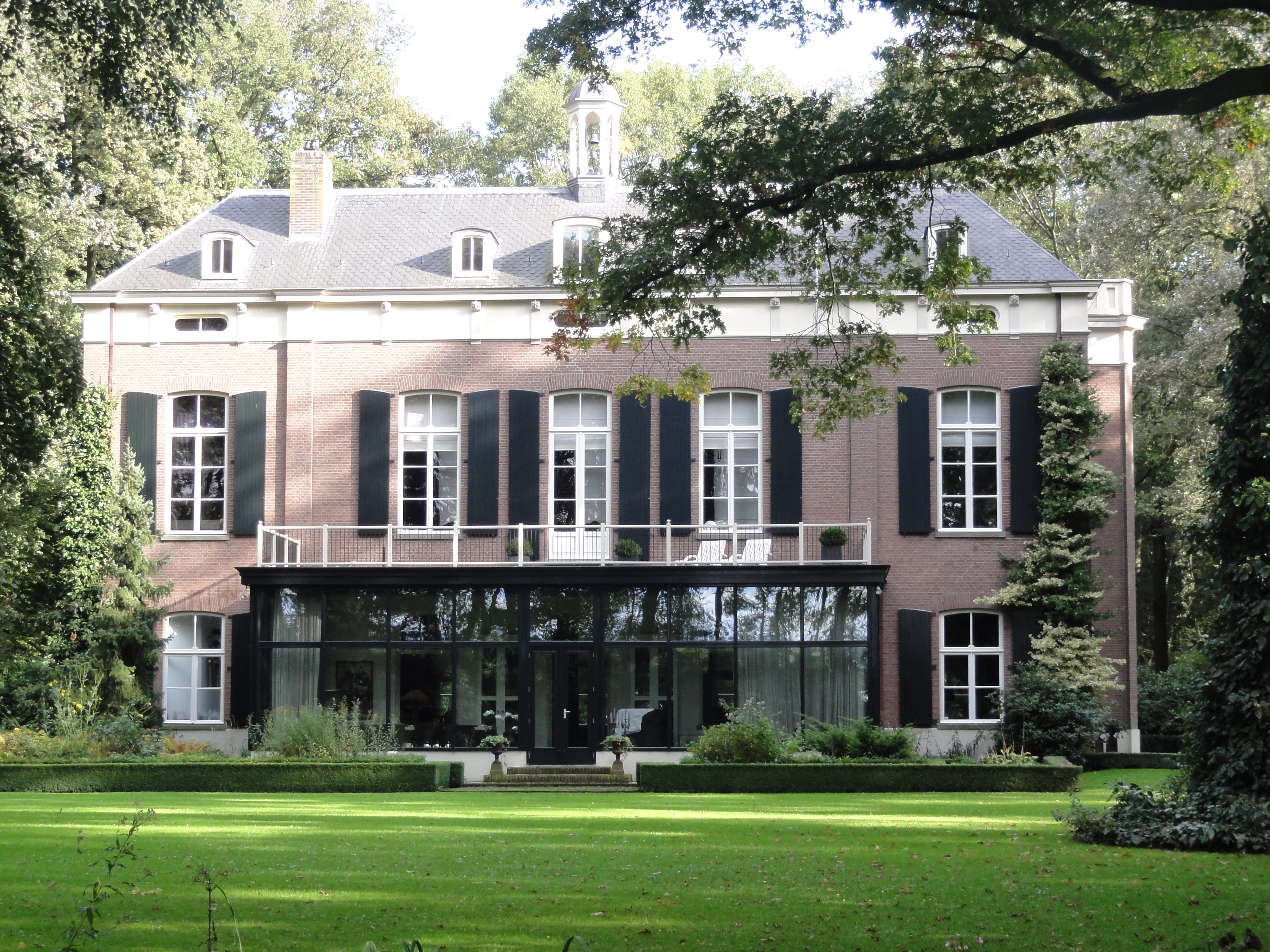
Landhuis Russendaal, Langenboom